# Linea Shibayama
La  linea Shibayama (芝山鉄道線?, Shibayama tetsudō-sen), è una linea ferroviaria privata gestita dalla Ferrovia Shibayama, appartenente al gruppo delle Ferrovie Keisei. La linea è a scartamento normale, e di fatto un prolungamento della linea Keisei Higashi-Narita. Con soli 2,2 km di estensione, si tratta della più breve ferrovia privata in Giappone e corre per gran parte della sua lunghezza in un tunnel sotto l'Aeroporto Internazionale Narita.

## Servizi e stazioni
Sebbene la Ferrovia Shibayama sia un operatore indipendente, funzionalmente corrisponde a un'estensione delle Ferrovie Keisei; la linea è operata da personale preso in prestito dalle Keisei, e anche la stazione di Shibayama-Chiyoda è realizzata nello stesso stile di quelle delle Keisei. La maggior parte dei treni offrono servizi diretti sulla linea Keisei fino alla stazione di Keisei Narita, mentre alcuni locali arrivano fino a Keisei-Ueno, mentre altri proseguono come diretti lungo la linea Asakusa della metropolitana di Tokyo fino all'Aeroporto Internazionale Haneda via linea Keikyū Aeroporto.

### Stazioni
Il prezzo per un adulto sul percorso Higashi-Narita - Shibayama-Chiyoda è di 190 yen.
| Num. | Stazione          | Giapponese | Distanza | Collegamenti                       | Posizione |
| ---- | ----------------- | ---------- | -------- | ---------------------------------- | --------- |
| KS44 | Higashi-Narita    | 東成田     | 0.0      | Linea Keisei Higashi-Narita (KS44) | Narita    |
| SR01 | Shibayama-Chiyoda | 芝山千代田 | 2.2      |                                    | Shibayama |